# Сельское поселение «Село Верхняя Манома»
Се́льское поселе́ние «Село Верхняя Манома» — муниципальное образование в Нанайском районе Хабаровского края Российской Федерации.
Административный центр — село Верхняя Манома.

## История
Статус и границы сельского поселения установлены Законом Хабаровского края от 28 июля 2004 года № 208 «О наделении посёлковых, сельских муниципальных образований статусом городского, сельского поселения и об установлении их границ».

## Население
| 2010 | 2011 | 2012 | 2013 | 2014 | 2015 | 2016 |
| ---- | ---- | ---- | ---- | ---- | ---- | ---- |
| 201  | →201 | ↘191 | ↘175 | ↘172 | ↘166 | ↘156 |
| 2017 | 2018 | 2019 | 2020 | 2021 |      |      |
| ↘154 | →154 | ↘142 | ↘141 | ↘126 |      |      |

## Состав сельского поселения
| № | Населённый пункт | Тип населённого пункта       | Население |
| - | ---------------- | ---------------------------- | --------- |
| 1 | Верхняя Манома   | село, административный центр | ↘126      |